# 梁昌誥
梁昌誥（1880年—1926年），字右真，廣西临桂人，清末民初政治人物。
光緒二十九年（1903年）癸卯恩科廣西鄉試第一名舉人（解元）。不久前往日本明治大學留學。學成歸國，從事教育。宣統間在家鄉籌辦花嶺小學堂。此後加入中國同盟會。
民國元年（1912年）當選中華民國國會第一屆議員。因袁世凱排擠國民黨而離京，參加護國運動、護法運動。民國十一年（1922年），黎元洪恢复旧国会，梁昌诰复为议员。民国十三年（1924年）返鄉，任桂南公路總辦。民国十四年（1925年）赴廣州治病。次年在廣州病故。

### 書目
- （清）法式善等，《清秘述聞三種》，中華書局，清代史料筆記叢刊，ISBN：ISBN 7101017428。